# يونيو المتقدة
يونيو المتقدة (بالإنجليزية: Flaming June)‏ هي لوحة زيتية، رسمها الفنّان البريطاني فريدريك لايتن عام 1895. يعتبرها العديد مِنَ الخُبراء أهمُّ أعمال لايتن. اختفت اللّوحة في أوائل القرن العشرين، وأُعِيد اكتشافها في ستينيات القرن ذاته. عُرضت في مزاد بعد فترةٍ وجيزة، خلال تلك الفترة كان مِنَ الصعب بيع لوحات العصر الفيكتوري، وفشلت عملية البيع، حيث كان سعر اللّوحة 140 دولارًا (حوالي 1,126 بالأسعار الحالية)، بعد المزاد قام متحف الفن في بونس بشرائها حيث تُعرَضُ حتّى الآن. لا يُعرَفُ بالتحديد مَنْ هي المرأة المرسومة في اللوحة، إلّا أنّ التكهنات تشير أنّها دوروثي ديني أو ماري لويد.